# Перхлорат кобальта(II)
Перхлорат кобальта(II) — неорганическое соединение,
соль кобальта и хлорной кислоты с формулой Co(ClO4)2,
красные кристаллы,
растворяется в воде,
образует кристаллогидраты.

## Физические свойства
Перхлорат кобальта(II) образует красные кристаллы
Хорошо растворяется в воде, не растворяется в этаноле.
Образует кристаллогидраты состава Co(ClO4)2•n H2O, где n = 4 и 6.
Кристаллогидрат состава Co(ClO4)2•6H2O — тёмно-красные кристаллы
гексагональной сингонии,
параметры ячейки a = 1,552 нм, c = 0,526 нм.